# Molophilus (Molophilus) keda
Molophilus (Molophilus) keda is een tweevleugelige uit de familie steltmuggen (Limoniidae). De soort komt voor in het Australaziatisch gebied.